# Palazzo Zuccari
Palazzo Zuccari is een zestiende-eeuws stadspaleis, gelegen aan de Via Gregoriana 30 te Rome.

## Geschiedenis
Het gebouw werd in 1592 in opdracht van Federico Zuccari en zijn broer Taddeo naar hun eigen ontwerp gebouwd. Federico Zucarri decoreerde het gebouw zelf met enkele fresco's. Het gebouw diende aanvankelijk als kunstacademie. Zuccari was stichter en eerste voorzitter van de Accademia di San Luca. Momenteel wordt het gebouw gebruikt door de Bibliotheca Hertziana, onderdeel van het Max Planckinstituut. Hier worden onder andere archieven betreffende de aanwezigheid van Vlaamse kunstenaars in Rome bewaard.
Sinds 2002 worden er in de kelder opgravingen uitgevoerd. Ze werden al mozaïeken uit de 1ste eeuw v. Chr. blootgelegd die onderdeel waren van de gebouwen in de Tuinen van Lucullus.
Van 2001 tot 2011 werd de villa volledig gerestaureerd en uitgebreid ten behoeve van de Bibliotheca Hertziana. De Spaanse architect en beeldend kunstenaar Juan Navarro Baldeweg won in 1995 de prijsvraag die voor dit project was uitgeschreven.

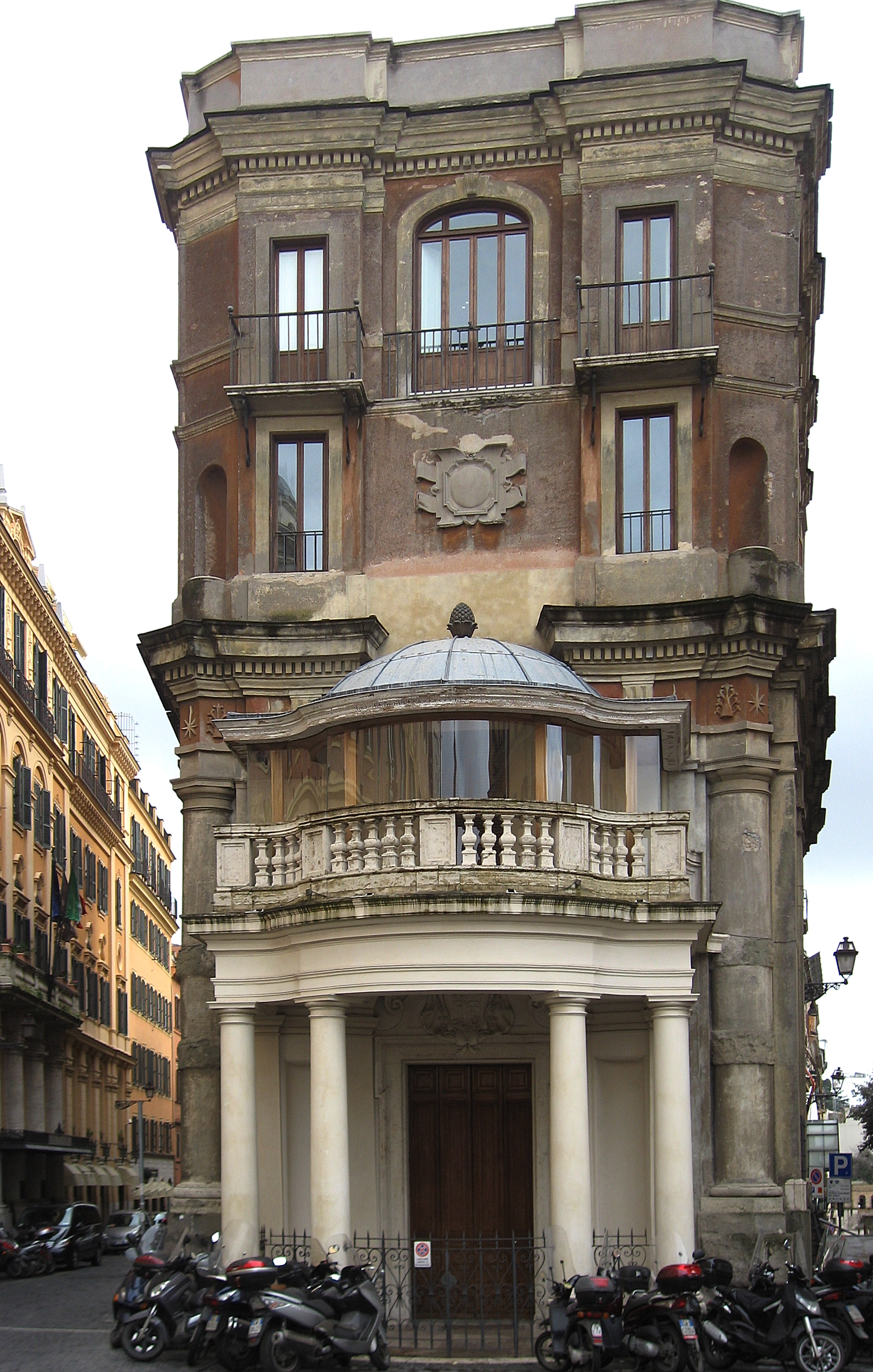
Gevel
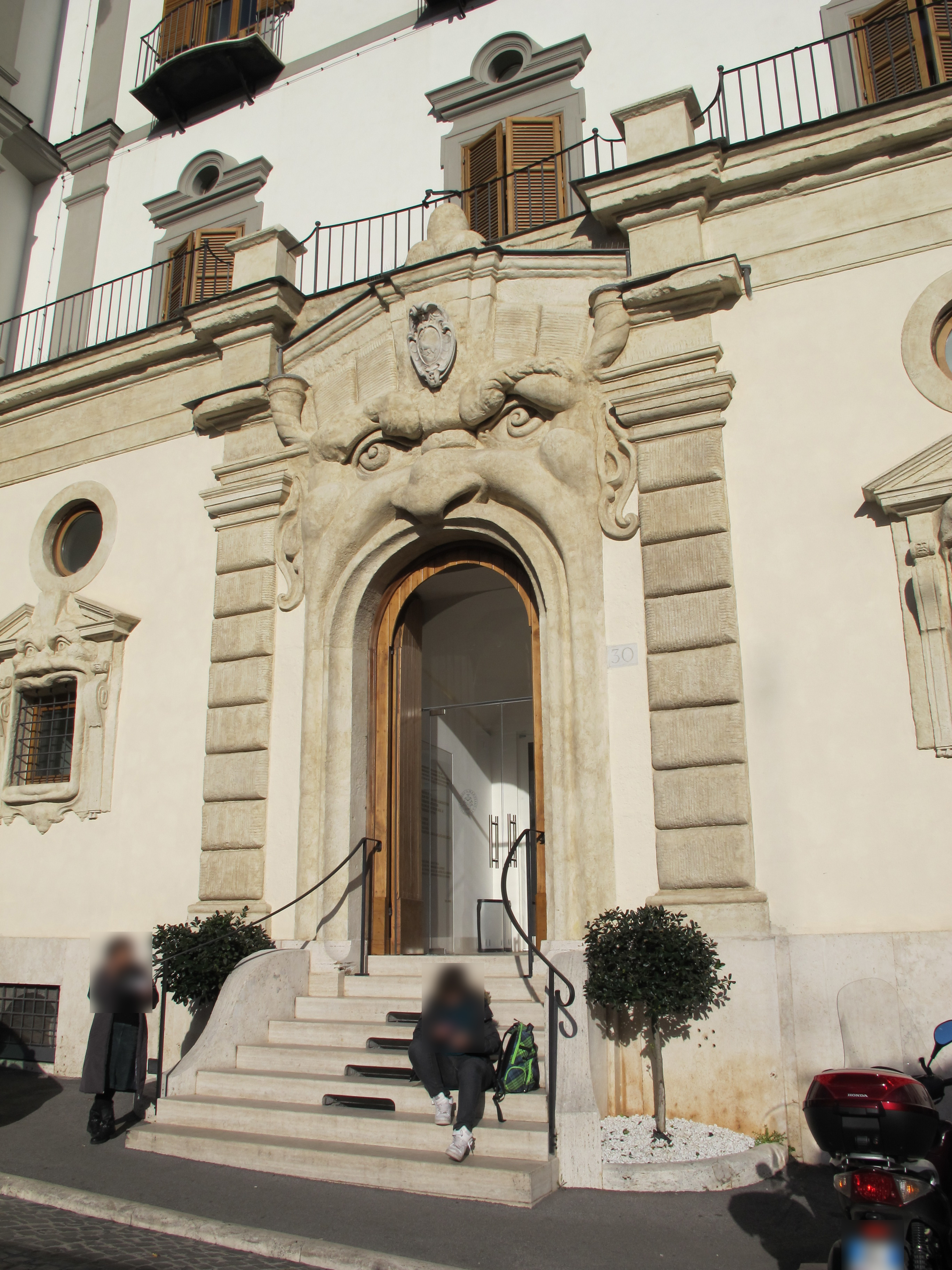
Mondpoort
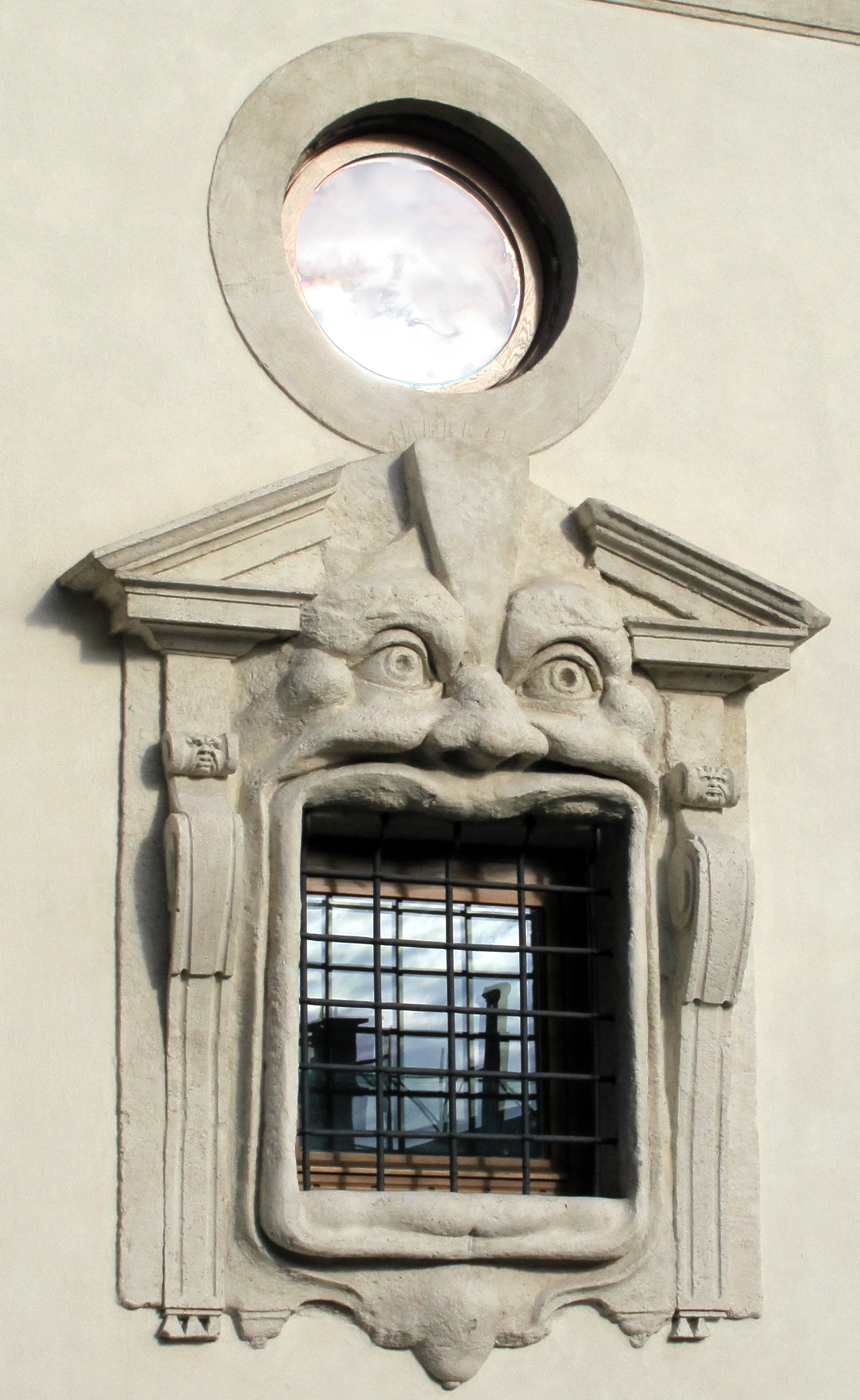
Mondraam